# Zawiadomienie (forma wypowiedzi)

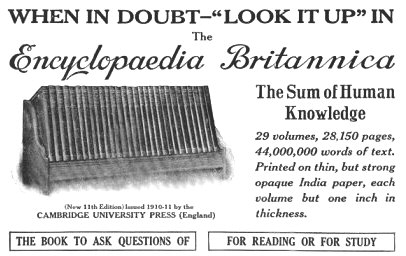
Encyklopedia Britannica z zawiadomieniami 1911 r.

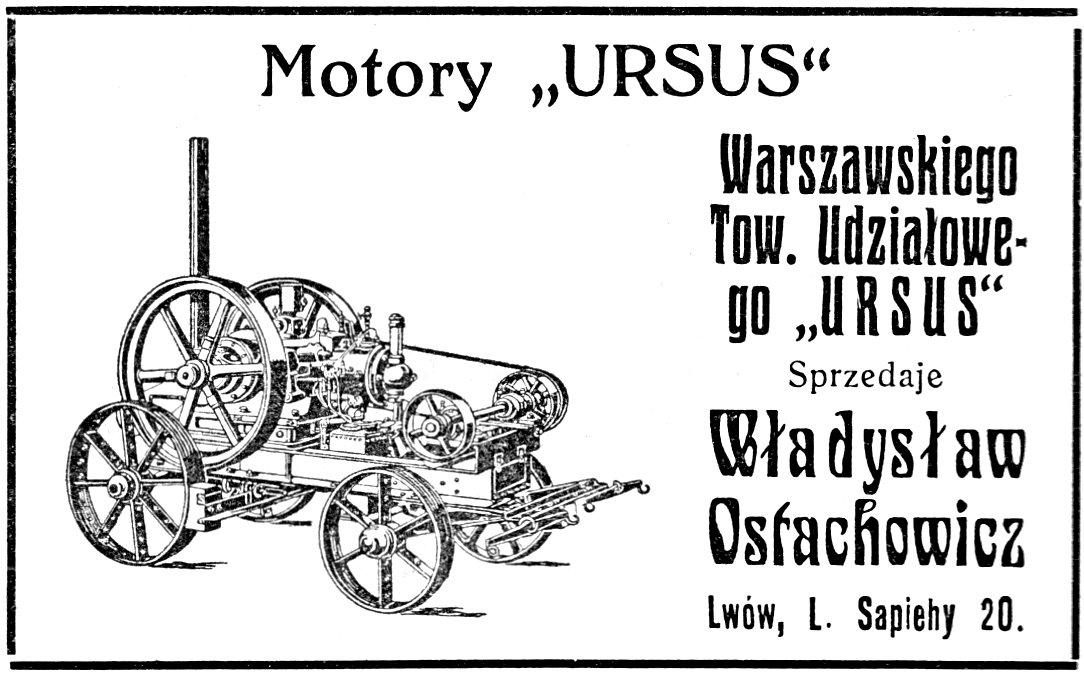
Lokomobila benzynowa –
zawiadomienia zakładów Ursus z Rękodzielnika z 1914 r.

Zawiadomienie – jedna z krótkich form wypowiedzi. Często bywa donosem, przekazaniem ważnej informacji, która może interesować. Jest pisemną (rzadziej ustną) formą wypowiedzi. Zawiera charakterystyczne określenia.

## Funkcje zawiadomienia
- informowanie
- nakłanianie
- przypominanie
- nakazywanie

## Zasady pisania zawiadomień
- Zawiadomienie powinno być krótkie.
- Nie należy się rozpisywać; ważne jest, aby trzymać się treści i myśli zawiadomienia.
- Należy pisać konkretnie i na temat.
- Należy pamiętać, aby były uwzględnione kluczowe pytania, np. kto zawiadamia kogo i o czym, co się wydarzyło.
- Należy stosować różne formy kontaktu.
- Zawiadomienie musi zawierać konkretne informacje, czyli:
  - gdzie się coś wydarzy?
  - kiedy? (którego dnia i o której godzinie?)
  - z jakiej przyczyny lub okazji?